# Sechs Universitäten von Tokio
Die sechs Universitäten von Tokio (jap. 東京六大学, Tōkyō roku daigaku) beziehen sich auf folgende, in der japanischen Hauptstadt angesiedelte Universitäten: die Universität Tokio, Waseda, Keiō, Hōsei, Meiji und Rikkyō (St. Paul’s).

## Baseball League
Die Bezeichnung 東京六大学野球連盟 (Tōkyō roku daigaku yakyū renmei) geht auf das seit 1925 zweimal jährlich untereinander ausgetragene Baseball-Turnier („‚Sechs Universitäten von Tokio‘-Baseball“, 東京六大学野球 Tōkyō roku daigaku yakyū) zurück. Vor der Gründung der Japanese Baseball League 1936 und dem anschließenden Wachstum (nach 1950) von Nippon Professional Baseball galt der auch Big6 League genannte Wettbewerb als die höchste Stufe des Baseballs in Japan. Das Turnier wird jährlich an acht Wochenenden im Frühjahr und im Herbst im Meiji-jingū Yakyūjō als 3er-Playoff ausgetragen. Hat eine Mannschaft zwei Siege, wird das dritte Spiel nicht mehr gespielt. Der Frühlingsmeister ist berechtigt, an der All Japan University Baseball Championship Series teilzunehmen, während der Herbstmeister an der Meiji Jingu Stadium Tournament teilnehmen darf.
Es wird nach Regeln gespielt, die denen der nordamerikanischen National League und der Central League ähnlich sind. Die Designated-Hitter-Regel gilt nicht und der Werfer wird ebenso als Schlagmann eingesetzt. Es wird ausschließlich mit Schlägern aus Holz gespielt.
Ausdruck der großen Tradition von Tōkyō roku daigaku yakyū ist auch der Wettstreit der Cheerleader (Ōendan) anlässlich der Spiele. Das Spiel (早慶戦, sōkeisen) zwischen den zwei angesehensten Privatuniversitäten des Landes, Keiō und Waseda, zieht besondere Aufmerksamkeit auf sich und ist bei Studenten außerordentlich populär, nicht zuletzt deshalb, weil es zu Vorlesungsausfällen an beiden Universitäten führt.